# August Groß
August Groß (* 15. März 1917; † unbekannt), Spitzname Gustl, war ein deutscher Fußballspieler. Der Offensivspieler gewann 1942 als Spieler von Rot-Weiß Oberhausen mit der Auswahl des Niederrheins den Reichsbundpokal. Nach Ende des Zweiten Weltkriegs wurde er mit der Elf vom Stadion Niederrhein in den Jahren 1946 und 1947 Niederrheinmeister und er hat von 1947 bis 1950 in der damals erstklassigen Fußball-Oberliga West 44 Ligaspiele absolviert und elf Tore erzielt.

## Karriere

### Vereine
Groß spielte beim VfB Friedrichshafen in der zweitklassigen Bezirksklasse Württemberg. Am Saisonende 1937/38 verließ der den Verein und wechselte zum amtierenden Gaumeister Eintracht Frankfurt, für den er in zwei Saisons in der Gauliga Südwest, eine von zunächst 16, später auf 23 aufgestockten Gauligen zur Zeit des Nationalsozialismus als einheitlich höchste Spielklasse im Deutschen Reich, Punktspiele bestritt.
Mit acht Punktspielen, in denen er ein Tor erzielte, wurde die Saison 1938/39 als Drittplatzierter beendet. Sein Debüt in der Gauliga gab Groß am 25. September 1938, bei einem 2:1-Heimerfolg gegen den FK Pirmasens. Er spielte Mittelstürmer in der damaligen WM-Formation mit den Mitspielern Karl Röll, Adam Schmitt, Albert Wirsching und Fritz Linken. In der Folgesaison bestritt er in der in zwei Staffeln unterteilten Gauliga Südwest lediglich drei Punktspiele; die Staffel Mainhessen wurde als Zweitplatzierter mit zwei Punkten Abstand auf Kickers Offenbach beendet. Durch seine Abkommandierung an den Mülheimer Flughafen kam 1939/40 auch als Kriegsgastspieler zusätzlich bei RW Oberhausen zum Einsatz.
Ab 1940 schloss er sich regulär der „Kleeblattelf“ an – und blieb zehn Jahre lang. In der Gauliga Niederrhein belegte er mit seiner Mannschaft in den ersten drei Saisons die Plätze sechs, fünf und sechs. Am Saisonende 1943/44 belegte die KSG Rot-Weiß/Alstaden Oberhausen den vierten, die KSG Rot-Weiß/Elmar Oberhausen in der nach dem ersten Spieltag abgebrochenen Saison 1944/45 den zweiten Platz.
Nach dem Ende des Zweiten Weltkrieges gewann Oberhausen zuerst im Bezirk Rechter Niederrhein die Stadtmeisterschaft von Oberhausen in der Gr. 2, danach am 12. Mai 1946 mit einem 2:0 gegen Sterkrade 06/07 die Stadtmeisterschaft Oberhausen. In der Bezirksmeisterschaft setzte sich Rot-Weiß mit 8:0 Punkten vor dem Meidericher SV, VfB Speldorf, VfB Lohberg und VfB Rheingold Emmerich durch. Groß gewann mit RWO dann auch noch am 1. September 1946 mit 2:0 gegen den VfL Benrath – mit deren Assen Karl Hohmann, Josef Rasselnberg, Paul Mebus – das Finale um die Niederrheinmeisterschaft. Trainer Karl Winkler hatte vor 30.000 Zuschauern den Gastgeber im Niederrheinstadion mit Torhüter Willy Jürissen, dem Verteidigerpaar Franz Pyta, Willi Ickelrath, der Läuferreihe Hermann Rütter, Robert Schröder, Bruno Jezewski und dem Angriff mit Werner Stahl, Werner Günther, Willi Rahmann, Gustl Groß und Heinz Otten auf den Rasen geschickt. In der Endrunde um die Niederrhein-Meisterschaft 1947 trafen Fortuna Düsseldorf, Rheydter Spielverein, Sportfreunde Katernberg und SC Rot-Weiß Oberhausen im Mai aufeinander. Die Gruppenspiele beendeten Düsseldorf und Oberhausen mit jeweils 5:1 Punkten und trugen deshalb am 7. Juni 1947 in Hamborn ein Entscheidungsspiel um die Meisterschaft aus. Vor 38.000 Zuschauern glückte mit einem 3:1 die Titelverteidigung und damit die Aufnahme in die neue Oberliga West ab der Saison 1947/48 und der Einzug in die Zonenmeisterschaft. Dort gelang in der ersten Runde (22. Juni in Hamburg) ein 3:2 nach Verlängerung gegen Eintracht Braunschweig, wobei Groß ein Tor glückte. Im Halbfinale scheiterte er mit RWO am 6. Juli vor 35.000 Zuschauern in Duisburg nach einer 1:3-Niederlage am Hamburger SV, welcher auch die Meisterschaft mit einem 1:0 gegen Borussia Dortmund gewann.
Von 1947 bis 1950 bestritt er in der 1947 gegründeten Oberliga West, als eine von fünf Staffeln als einheitlich höchste Spielklasse in Deutschland, insgesamt 45 Oberligaspiele, in denen er zehn Tore erzielte. Er debütierte am 14. September 1947 (1. Spieltag) beim 5:2-Sieg im Auswärtsspiel gegen die STV Horst-Emscher, gegen die er die Tore zum 4:2 in der 85. und zum 5:2 in der 88. Minute erzielte; in seinen folgenden 20 Punktspielen gelangen ihm weitere sechs Tore. 1948/49 bestritt er 14 Oberligaspiele, in den er zwei Tore erzielte, und in seiner letzten Saison blieb er in zehn Oberligaspielen torlos.

### Auswahlmannschaft
Als Spieler der Gauauswahlmannschaft Niederrhein nahm er am Wettbewerb um den Reichsbundpokal teil. Nachdem seine Mannschaft sich 1941/42, nach Siegen über die Gauauswahlmannschaften Baden und Kurhessen, ins Halbfinale gekämpft hatte, wirkte er in diesem am 7. September 1942 im Wiener Praterstadion mit, in dem die Gauauswahlmannschaft Donau-Alpenland durch das Tor von Josef Arens vom TuS Helene Essen mit dem Tor zum 1:0 in der 46. Minute bezwungen werden konnte. Das am 15. November 1942 im Essener Uhlenkrugstadion gegen die Gauauswahlmannschaft Nordmark vor 20.000 Zuschauern ausgetragene Finale wurde mit 2:1 gewonnen.

## Erfolge
- Niederrheinmeister 1946, 1947
- Westdeutscher Pokalsieger 1950
- Reichsbundpokal-Sieger 1942